# Colon ascendente
El colon ascendente (también llamado colon derecho) es la continuación del ciego, y por lo general tiene un calibre menor que este último.

## Embriología
El aparato digestivo deriva de las capas del endodermo y el mesodermo. El endodermo forma su epitelio y el mesodermo la musculatura lisa.

El colon se desarrolla a partir del intestino primitivo medio y primitivo posterior los que se «hernian» en sentido ventral hacia el saco vitelino.

En la subsiguiente reincorporación a la cavidad peritoneal, el ciego pasa directamente al lado derecho, luego se desplaza caudalmente para formar la flexura cólica derecha y el colon ascendente.

## Características
En los carnívoros el colon ascendente es corto y recto, situado entre el íleon y el colon transverso. Un ciego pequeño se encuentra siempre unido a su porción inicial.

En los rumiantes, el punto medio del colon ascendente se desplaza caudalmente, para continuar cranealmente por el lado izquierdo, donde acaba arrollándose en una espiral plana. El ciego es cilíndrico y liso con su extremo ciego en dirección caudal.

## Anatomía humana
El colon ascendente pasa hacia arriba, desde su unión con el ciego, opuesto a la válvula ileocecal, hasta la superficie inferior del lóbulo derecho del hígado. 
 A la derecha de la vesícula biliar, donde se aloja en una pequeña depresión, la depresión cólica. En esta depresión se dobla abruptamente hacia la izquierda, formando el ángulo o curva (flexure en inglés) cólica derecha.
Este mantiene contacto con la pared abdominal posterior por el peritoneo, el cual cubre sus superficies anterior y lateral, su cara posterior se mantiene en contacto por tejido conectivo con el iliaco, el cuadrado lumbaro, la aponeurosis del músculo transverso abdominal, y con la porción anterior de la parte inferolateral del riñón derecho.
A veces el peritoneo se invierte completamente, y forma un mesocolon angosto. De frente, mantiene relación con las circunvalaciones del íleon y las paredes abdominales.

## Fisiología
La inervación del colon ascendente (CA) a nivel local viene dada por el Sistema nervioso entérico y es en gran parte independiente del SNC. Está constituido por una red de ganglios nerviosos y fibras nerviosas (axones) dispuestas como plexos. Se describen en el CA el Plexo Submucoso y el Plexo Mio-entérico.
Plexo submucoso

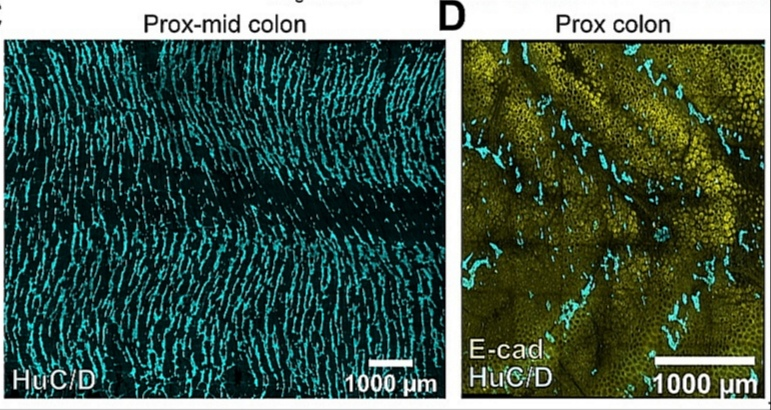
Plexos en el Colon proximal. C = plexo mio-entérico (izquierda). D = plexo submucoso.

Se ubica en el espesor de la pared gastrointestinal, cerca de la mucosa. Inerva las glándulas del epitelio. 
Plexo mientérico
Se ubica en el espesor de la pared, entre las capa circular y la capa longitudinal de músculo liso. Inerva las capas musculares.

Los somas neuronales en el Plexo Mio-entérico (MP) muestran una orientación circunferencial de los ganglios nerviosos, que se fusionan en un patrón de franjas discontinuas, perpendiculares al eje longitudinal.

## Patología
- Enfermedad de Crohn.[6]
- Colitis ulcerosa.[6]
- El cáncer colorrectal es el tercer cáncer más frecuente, y la cuarta causa de muerte por cáncer a nivel mundial. El cáncer de colon derecho (CCD), posee una serie de características moleculares, clínicas y patológicas que pueden influir en un diferente pronóstico con respecto al cáncer de colon izquierdo (CCI). Existen diferencias embriológicas, histológicas y fisiológicas en el fenotipo y la supervivencia entre el CCD y el CCI.[7][8]